# Chesterfield (Nowy Jork)
Chesterfield – miasto w Stanach Zjednoczonych, w stanie Nowy Jork, w hrabstwie Essex. W 2018 miejscowość zamieszkiwało 2 445 osób.